# آبراهام گیولخاندانیان
آبراهام گیولخاندانیان (ارمنی: Աբրահամ Գյուլխանդանյան؛ ۱۸۷۵ – ۱۹۴۵) یک سیاست‌مدار و تاریخ‌نگار اهل ارمنستان بود. وی در بین سال‌های ۱۹۱۹ تا ۱۹۲۰ میلادی در اولین جمهوری ارمنستان سمت‌های وزارت دادگستری و وزارت کشور را برعهده داشت. وی عضو حزب فدراسیون انقلابی ارمنی یود.

## زندگی‌نامه
آبراهام گیولخاندانیان در ۱۸۷۵م در واغارشاپات (اچمیادزین کنونی) در ارمنستان، متولد شد. تحصیلات ابتدایی و متوسطه را در زادگاهش گذراند و از دبیرستان گئورکیان اجمیادزین فارغ‌التحصیل شد. سپس، وارد دانشگاه شهر یاروسلاول روسیه شد و در رشتهٔ حقوق به تحصیل پرداخت.
گیولخاندانیان از ۱۸۹۸م به سازمان‌دهی مبارزات ملی-اجتماعی جامعهٔ ارمنی در مناطق نفت‌خیز باکو مشغول شد. در برخوردهای قومی ارمنی- تاتار (۱۹۰۵ و ۱۹۰۶م) در باکو و بقیهٔ شهرهای قفقاز شرکت کرد و عملیات دفاعی ارمنیان گنجه را سازمان داد.
سال های۱۹۱۰–۱۹۱۲م را در زندان‌های حکومت تزاری گذراند. پس از آزادی، از سوی شورای ملی ارمنیان به عضویت هیئت مسئول همیاری برای اصلاحات ارمنستان غربی (ولایت‌های شرقی ترکیه) انتخاب شد. در ۱۹۱۶م، رئیس شورای ملی ارمنیان باکو شد. در ۱۹۱۸م، همراه با رُستوم[۳۱] به سازماندهی مبارزات دفاعی ارمنیان باکو پرداخت. در ۱۹۱۹م، نمایندهٔ مجلس ملی ارمنستان شد و سمت‌های وزارت کشور و دادگستری و دارایی را به عهده گرفت. در ۲ دسامبر ۱۹۲۰م، همراه با آلکساندر خادیسیان قرارداد آلکساندراپول را امضا کرد.
گیولخاندانیان پس از انتقال حکومت ارمنستان به نیروهای بلشویک به تفلیس، استانبول و فرانسه مهاجرت کرد. او در پاریس به تنظیم و طبقه‌بندی بیش از صدهزار سند محفوظ در بایگانی اسناد حزب داشناکسوتیون پرداخت. پس از پایان جنگ جهانی دوم و آزادی پاریس از اشغال آلمانی‌ها کمونیست‌های فرانسه او و فرزندش را یازده ماه زندانی کردند. گیولخاندانیان نقش بزرگی در مدیریت جنبش ملی و آزادی خواهانهٔ ارمنیان و سازمان دهی امور دولتی جمهوری اول ارمنستان داشت. وی در ۱۹۶۴م در پاریس درگذشت.